# 黒崎しおり
黒崎 しおり（くろさき しおり、12月24日 - ）は、日本の女性声優。愛知県出身。ぷろだくしょんバオバブ所属。

## 略歴
名古屋声優演技養成所 VOICE3出身。養成所の体験入学が楽しかったのをきっかけに声優業を志す。その後、2019年度よりぷろだくしょんバオバブに合格者として所属。

## 人物
特技として絵を描くこと、バドミントン、和太鼓、歌をそれぞれ挙げている。趣味として茶道、エレクトーン、ミュージカル鑑賞をそれぞれ挙げている。
資格としてITパスポート、ビジネス文書実務検定1級、情報処理技術者検定2級をそれぞれ持つ。方言は三河弁。

## 出演
太字はメインキャラクター。

### テレビアニメ
- ドラえもん（テレビ朝日版第2期）（2021年、男の子）
- 恋は世界征服のあとで（2022年、女子B[5]）
- BanG Dream! It's MyGO!!!!!（2023年、生徒A[5]、同級生G[5]）
- 弱キャラ友崎くん 2nd STAGE（2024年、川口睦美[6]）
- SHY 東京奪還編（2024年[7]）
- 没落予定の貴族だけど、暇だったから魔法を極めてみた（2025年、エルフ[8]、メイド[9]）

### 劇場アニメ
- 魔女見習いをさがして（2020年、街の人々）

### Webアニメ
- SUPER SHIRO（2020年、ハチ3）

### ゲーム
- タワー オブ アイオン（時期不明、ルミエル）
- エースアーチャー（2020年、ツクヨミ[10]、セオリツヒメ[10]）
- LOST:SMILE（2020年）
- ソルクレスタ（2022年、レイチ・コスメア、レイニ・コスメア[11]） - DLC追加キャラクター
- Echocalypse -緋紅の神約-（2022年、パンセラ[12]）
- モンスターストライク（2022年、磨千夜姫[2]）
- ウマ娘 プリティダービー（2023年、ウマ娘の幼女A、祖国のコーチ[13]）
- マブラヴ：ディメンションズ（2023年、東雲祉乃）
- 原神（2024年 - 2025年、コリユール[14]、ティレル[15]、玄冬林檎[16]）

### 吹き替え
- ブラインド -光の射す方へ-（2024年、11歳のケイ・ロバートソン〈スカーレット・アビナンテ〉[17]）

### デジタルコミック
- アオのハコ（2020年、鹿野千夏）
- 可愛すぎるから、いじめたい（2020年、前辻桃[18]）
- 詭弁学派、四ッ谷先輩の怪談（2020年、中島真）
- 好きになった同級生は終活生でした（2021年、葉島りの、その他[19]）
- 灼熱のニライカナイ（2021年、七瀬宇海[20]）
- 押しの強い後輩の話（2021年、朝見美雨[21]）
- 俺はアクマでも彼女が欲しい（2021年、柏木[22]）
- 大東京鬼嫁伝（2021年、幼少期のじんた[23]）
- 腹黒カレシは溺愛をこじらせる（2021年、百合園乃々花[24]）
- ロンググッドバイ マイハニー（2022年、ロゼ＝ウィンデル＝オデュッセイア[25]）
- 闇メイドが支配する!（2023年、ナツメ・ヒルブライト[26]）
- どうやら私が聖女なのですが、望み通り追放されてあげようと思います。（2023年、レリア[27]）

### ナレーション
- 政府インターネットテレビ
- クリエイティブリレー
- キュービックプラザ新横浜

### その他コンテンツ
- トヨタレンタリース名古屋（CMソング歌唱）
- 天宮家の王子さま ボイスドラマ（2021年、ナレーター/宮地美空[28]）
- VOICEPEAK 商用可能 ナレーター（女性4、男の子）